# Lublin (district)
Lublin (powiat lubelski) is een Pools district (powiat) in de woiwodschap Lublin. Het district heeft een oppervlakte van 1679,42 km² en telt 150.359 inwoners (2014).

## Steden
- Bełżyce
- Bychawa

Stadsdistricten:
Biała Podlaska · Chełm · Lublin · Zamość

Districten:
Biała Podlaska · Biłgoraj · Chełm · Hrubieszów · Janów Lubelski · Krasnystaw · Kraśnik · Lubartów · Lublin · Łęczna · Łuków · Opole Lubelskie · Parczew · Puławy · Radzyń · Ryki · Świdnik · Tomaszów Lubelski · Włodawa · Zamość